# 八里桥伯爵夏尔·库赞-蒙托邦
夏尔·纪尧姆·马里·阿波利奈尔·安托万·库赞·蒙托邦，八里桥伯爵（法語：Charles Guillaume Marie Appollinaire Antoine Cousin Montauban, comte de Palikao，1796年6月24日—1878年1月8日），法國將軍和政治家，生于巴黎。1815年成為軍官，後畢業於參謀學院，1823年參加對西班牙的遠征。1831-1857年蒙托邦以骑兵军官身份参与法军在阿尔及利亚的行动。1847年，捕获阿卜杜卡迪尔。1855年任師長。一度升至少将军衔指挥君士坦丁省，1858年被任命为本土司令，1859年末获选带领英法聯軍远征中国。迫使中國屈從1858年的《天津條約》。1862年，拿破仑三世封蒙托邦为八里橋伯爵（因在北京八里桥之战获胜)。1865年他被任命指挥里昂第四军团，在训练当中他表现出特殊的才能和行政能力。
在1870年的普法战争中，他没有在战场上指挥，但在初期的灾难动摇了奧利維耶内阁后，摄政王后委托他负责战争，并成为理事会主席（8月10日），他立即重组了国家的军事资源。他声称麦克马洪元帅在沙隆的部队已增加到14万人，创建了三个新的集团军，包含33个新的步兵团，并将首都的防御系统提高到效率。然而麦克马洪军队的防线被德意志联军迅速击碎，战局以拿破仑三世在色当兵败被俘的灾难结束。皇帝投降后，独裁统治权被转移给蒙托邦，他拒绝离开帝国，并提议建立一个国防委员会，自己作为政府首脑。在发布决定之前，委员会被暴徒袭击，蒙托邦逃亡比利时。
战后他回到了法国，1878年死在凡尔赛。